# 53. pehotni polk (Avstro-Ogrska)
Za druge 53. polke glejte 53. polk.
53. pehotni polk (izvirno nemško Ungarisch-Kroatisches Infanterie-Regiment »Dankl« Nr. 53; dobesedno slovensko: Madžarsko-hrvaški pehotni polk »Dankl« št. 53) je bil pehotni polk k.u.k. Heera.

## Poimenovanje
- Ungarisch-Kroatisches Infanterie-Regiment »Dankl« Nr. 53
- Infanterie Regiment Nr. 53 (1915 - 1918)

## Zgodovina
Polk je bil ustanovljen leta 1741. 

### Prva svetovna vojna
Polkovna narodnostna sestava leta 1914 je bila sledeča: 97% Srbo-Hrvatov in 3% drugih. Naborni okraj polka je bil v Zagrebu, pri čemer so bile polkovne enote garnizirane sledeče: Zagreb (štab, I. - III. bataljon) in Foča (IV. bataljon).
Med prvo svetovno vojno se je polk bojeval tudi na soški fronti. Izkazal se je med boji dvanajste soške ofenzive.
V sklopu t. i. Conradovih reform leta 1918 (od junija naprej) je bilo znižano število polkovnih bataljonov na 3.

## Organizacija
1918 (po reformi)
- 1. bataljon
- 2. bataljon
- 3. bataljon

## Poveljniki polka
- 1859: Emerich von Fleischhacker[9]
- 1865: Hermann Dahlen von Orlaburg[10]
- 1879: Paul Hostinek[11]
- 1908: Friedrich Novak[12]
- 1914: Friedrich Schirmer[1]